# (2174) Asmodeus
(2174) Asmodeus (1975 TA) – planetoida z grupy pasa głównego asteroid okrążająca Słońce w ciągu 4,05 lat w średniej odległości 2,54 au. Odkryta 8 października 1975 roku.